# Stazione di Bibbiena Corsalone
La stazione di Bibbiena Corsalone è una stazione ferroviaria di Bibbiena, in provincia di Arezzo. Si trova lungo la ferrovia Arezzo-Stia, gestita da La Ferroviaria Italiana (LFI).